# Fernando Cazón Vera
Fernando Cazón Vera (Quito, 5 de junio de 1935) es un poeta y periodista ecuatoriano.

## Biografía
Nació el 5 de junio de 1935 en Quito, provincia de Pichincha, aunque a temprana edad se mudó a Guayaquil. Varios de sus familiares destacaron en el ámbito cultural, entre los que se cuentan sus tíos Pedro Jorge Vera, aclamado escritor, y Alfredo Vera Vera, quien como ministro de educación impulsó la creación de la Casa de la Cultura Ecuatoriana, además de su prima Noralma Vera, importante figura del ballet ecuatoriano.
Se inició en la poesía durante su etapa de estudiante en el Colegio Nacional Vicente Rocafuerte, donde ganó los Juegos Florales Vicentinos con el poema "Canción y mensaje de los labriegos". Años después fue el ganador del Festival Universitario de las Letras, organizado por la Universidad de Guayaquil.
Sus primeros trabajos poéticos estuvieron marcados por una gran influencia de Jorge Carrera Andrade, poeta a quien Cazón Vera admiraba. Su primer poemario, Las canciones salvadas, apareció en 1957 luego de que Benjamín Carrión lo leyera y pidiera personalmente su publicación.
En el ámbito periodístico, trabajó por más de 50 años en diarios como La Hora, Expreso, Extra, La Nación y La Razón.
El 9 de agosto de 2018 fue condecorado con el Premio Eugenio Espejo, el galardón más importante entregado por el Estado ecuatoriano, en la categoría Creaciones, realizaciones o actividades literarias, por parte del presidente Lenín Moreno, quien denominó a Cazón como un "poeta de la vida y de la muerte".

## Opiniones de su obra
La poeta ecuatoriana Sonia Manzano calificó a Cazón Vera como "el campeón de las paradojas" por su manejo de antinomias y alabó la contundencia de los finales de sus poemas, las distintas voces y registros líricos de su obra y el carácter dialéctico de la misma.

## Obras

### Poesía
Fernando Cazón Vera ha publicado más de veinte libros de poesía, entre los cuales destacan:
- Las canciones salvadas (1957)
- El libro de las paradojas (1977)
- A fuego lento (1998)
- Relevo de prueba (2005)[8]
- De puertas para afuera (2016)[7]

### Cuentos
- Balada del amor que no fue (2019)[9]